# Pia Wunderlich
Pia Wunderlich, född den 26 januari 1975 i Bad Berleburg, Tyskland, är en tysk fotbollsspelare. Vid fotbollsturneringen under OS 2004 i Aten deltog hon i det tyska lag som tog brons. 